# Gewog di Chhubu
Il gewog di Chhubu è uno degli undici raggruppamenti di villaggi del distretto di Punakha, nella regione Centrale, in Bhutan.